# Sadiq al-Ghariani
Sadiq Abd al-Raḥmān al-Ghariani (Al Baida, 8 de diciembre de 1942; الصادق عبد الرحمن علي الغرياني) es un religioso musulmán libio e importante actor político en las guerras de Libia de 2011 y 2014, en las cuales apoyó activamente las milicias islamistas y yihadistas del país. Desempeñó el cargo de gran muftí, la máxima autoridad religiosa del país, desde 2012 y, a partir de 2015, con reconocimiento discutido en parte del país. En 2014 fue acusado de promover el terrorismo por el Ministerio del Interior Británico.
Actualmente lidera la Dar al-Islam de Libia, un movimiento islamo-nacionalista que ha sido comparado con la revolución del Ayatolá Jomeini en Irán y que cuenta con el apoyo de milicias armadas en Derna (Consejo de la Shura de los Muyahidines de Derna; próximo a Al Qaeda) y Bengasi (Brigadas de Defensa de Bengasi; grupo responsable del asesinato de tres soldados franceses).
Al-Ghariani ha sido relacionado con la familia al-Abeidi, asentada en Mánchester y con vínculos al Grupo Islámico Combatiente Libio, uno de cuyos miembros, Salman al-Abeidi, es responsable del atentado del Manchester Arena  de 2017, que se saldó con más de veinte muertos.

## Orígenes y ascenso al poder
En 1984, al-Ghariani obtuvo su doctorado en Estudios Árabes e Islámicos en la Universidad de Exeter en Reino Unido, después de lo cual se convirtió en profesor de Estudios Islámicos en Trípoli.
Fue una de las primeras personas en denunciar el régimen de Muamar al Gadafi durante la revolución libia de 2011 y, tras su derrocamiento, fue nombrado en 2012 gran muftí de Libia y líder de la Dar al-Ifta ("Casa de la Fetua") por el líder del Consejo Nacional de Transición, Mustafa Abdul Jalil.
Ghariani utilizó su posición para presionar por la introducción de la sharía o ley islámica en la Constitución del nuevo sistema político emergente. También hizo campaña contra la Alianza de Fuerzas Nacionales, un partido de corte liberal que ganó las elecciones libias de 2014. A nivel social, publicó numerosas fetuas a favor de la imposición del velo islámico, la eliminación de la educación mixta o la prohibición de que las mujeres libias se casaran con extranjeros.

## Guerra de Libia de 2014
En 2014 estalló en Libia una segunda guerra entre las milicias yihadistas y las de carácter más liberal que habían luchado contra el régimen de Gadafi. El periódico británico The Guardian descubrió en una investigación que Ghariani estaba temporalmente radicado en Exeter, ciudad en la que estaba recibiendo tratamiento médico y con la que mantenía lazos desde su época universitaria, y que desde ahí dirigía el canal de televisión Tanasuh TV, mediante el cual arengaba a las brigadas islamistas y llamaba a la lucha armada. A raíz de estos hallazgos, el Ministerio del Interior Británico emitió una orden contra él por promover el terrorismo, y fue vetado de residir en el país. Para entonces Ghariani ya había abandonado Inglaterra y huido al extranjero.
De vuelta en Trípoli, ciudad bajo el completo control de los islamistas, Ghariani convocó una manifestación en la Plaza de los Mártires en la que llamaba a la revolución contra la Cámara de Representantes de Libia, el parlamento de corte liberal ubicado en Tobruk (al este de Libia), el cual había sido elegido por sufragio universal y que contaba con el reconocimiento de la comunidad internacional. El órgano legislativo citó a Ghariani a acudir a Tobruk para explicar sus declaraciones, petición que el clérigo rechazó. Días después fue cesado como gran muftí por el parlamento, decisión que Ghariani se negó a acatar. Su autoridad religiosa siguió siendo reconocida en las zonas bajo control de las fuerzas islamistas, organizadas en el autoproclamado Congreso General Nacional. Ghariani utilizó de nuevo su autoridad religiosa con fines políticos, declarando una fetua contra el general Jalifa Haftar, una de las figuras más importantes del bando gubernamental, al tiempo que llamaba a la yihad contra él. Asimismo apoyó a los grupos que luchaban contra el Ejército, como el Consejo de la Shura de los Muyahidines de Derna o el Consejo de la Shura de los Revolucionarios de Bengasi, ambos próximos a Al Qaeda.

### Dar al-Islamlibia: líder de la militancia islamo-nacionalista
En 2016, Naciones Unidas creó con el apoyo de amplios poderes fácticos del país un tercer Gobierno de Acuerdo Nacional con el primer ministro Fayez al-Sarraj a la cabeza, el cual tomó pacíficamente el control de Trípoli. Ante el creciente apoyo al nuevo Ejecutivo, el autoproclamado Congreso General se vio obligado a disolverse. Algunos de sus integrantes, como su presidente, Nuri Abu Sahmain, escaparon de la capital, mientras que otros como Abdulrahman Sewehli se unieron al nuevo gobierno. En este escenario, sólo al-Ghariani permaneció como la cabeza visible de la oposición islamista a las autoridades libias, el cual emitió otra fetua declarando "10 años de yihad" contra el Ejecutivo de transición.
Mientras que en Bengasi la mayor parte de la militancia islamista —originalmente ligada a Ansar al-Sharia (Al Qaeda)— se había unido al Estado Islámico y a su proyecto de un califato pan-islámico, en junio de 2016 emergió un nuevo grupo islamista, las Brigadas de Defensa de Bengasi, que se hicieron con algunas localidades del este de Libia y juraron bay'a (lealtad) a al-Ghariani. El 18 de julio, tres soldados de las fuerzas especiales francesas que luchaban contra los terroristas de la localidad fallecieron tras el derribo de su helicóptero por un misil SA-7 portátil disparado por militantes del grupo.
En Derna, el Consejo de la Shura de los Muyahidines, otro grupo ligado a Al Qaeda, declaró que la Dar al-Ifta de Ghariani era la legítima fuente de legitimidad de Libia y la única autoridad competente para elegir jueces y arbitrar las leyes.
Ghariani se ha convertido así en el centro de un movimiento islamo-nacionalista en Libia contrario al Gobierno de Acuerdo Nacional, pero también al Estado Islámico, a pesar de que comparte gran parte de su ideología con éste. Ha sido visto como la versión libia del Ayatolá Jomeini, el guía supremo de la revolución iraní de 1979, o como la cabeza de la Dar al-Islam ("Casa del Islam") libia, es decir, aquel territorio de soberanía musulmana donde la sharía prevalece.
En septiembre de 2016, el clérigo Sami al-Saddi hizo pública a través de Tanuseh TV la intención de Ghariani de crear una nueva asamblea legislativa, el Consejo Nacional, para hacerse cargo de la nación africana. Según el religioso, sus miembros serían elegidos de acuerdo a su "honestidad".